# Дама с собачкой (скульптура, Пенза)
Да́ма с соба́чкой — бронзовая уличная скульптура, установленная в городе Пензе рядом с домом на улице Володарского, 9 — бывшей  усадьбой Копыловой.

## Описание
Бронзовый памятник изображает небольшого роста изящную женщину под маленьким зонтиком, которая слегка закрываясь от солнца, кокетливо идёт по улице в сопровождении своего домашнего любимца.

## История
Скульптура была изготовлена заслуженным художником Российской Федерации Валерий Ювенальевич Кузнецов в 2008 году и установлена рядом с рядом с отреставрированной незадолго перед этим усадьбой Копыловой на улице Володарского, 9 в Пензе. Скульптура была изготовлена за счёт местных предпринимателей и подарена городу.
Вопреки названию, скульптура не имеет никакого отношения к персонажу одноимённого рассказа Антона Чехова. По словам автора, это памятник всем женщинам дореволюционной Пензы и одновременно собирательный образ хозяек усадьбы.